# Bailía de Guernsey
La Bailía de Guernsey (en inglés: Bailiwick of Guernsey en francés: Bailliage de Guernesey, guernésiais: Bailliage dé Guernési) es una de las tres dependencias de la Corona británica. Separada del Ducado de Normandía en 1204, la bailía consta de varias islas en el canal de la Mancha y de tres jurisdicciones: Guernsey (incluido Herm), Alderney y Sark. Sumados con Jersey, estas islas son las islas del Canal.
La bailía tiene su propia jurisdicción así como tres jurisdicciones distintas. No forma parte del Reino Unido. Los isleños no tienen representación en el parlamento británico y este parlamento no legisla por la bailía, excepto para algunos asuntos. No hay ni bandera ni blasón para la bailía; cada isla tiene los suyos.

## Toponimia
El nombre de la isla, «Guernsey», al igual que el de su vecina Jersey, es de origen nórdico antiguo. La desinencia de ambas, –ey, significa «isla» en nórdico antiguo, mientras que la raíz original, guern(s), tiene un origen y significado inciertos, posiblemente derivado de un nombre propio como Grani o Warinn, o de gron, que significa «pino».
Los nombres anteriores de las Islas del Canal varían a lo largo de la historia, pero incluyen las islas Lenur, y Sarnia, Sarnia para Guernsey o Lisia (Guernsey) y Angia (Jersey).

## Historia
La historia de la Bailía de Guernesey se remonta al año 933, cuando las islas quedaron bajo el control de Guillermo espada larga, tras haber sido anexionadas del Ducado de Bretaña por el Ducado de Normandía. La isla de Guernesey y las demás islas del Canal formaban parte de las tierras de Guillermo el Conquistador. En 1204, Francia conquistó la Normandía continental, pero no las islas costeras de la bailía. Las islas representan los últimos vestigios del Ducado medieval de Normandía.
En un principio, las islas del Canal de la Mancha estaban gobernadas por un gobernador o varios. El título de "gobernador" ha cambiado a lo largo de los siglos. "El alguacil sustituye al gobernador o, más recientemente, al vicegobernador, en caso de ausencia de éste, ya sea breve o prolongada, por ejemplo durante los cinco años de ocupación alemana de las Islas Anglonormandas. El Lugarteniente de Gobernador de Guernesey es el Vicegobernador de la Bailía de Guernesey y, al ser el representante personal del monarca británico, suele tener un servicio militar distinguido.
Originalmente, los tribunales locales de Guernsey eran feudos presididos por el señor del feudo. Antes de 1066, se introdujo un tribunal superior por encima de los feudos y por debajo del Tribunal de Eschequier de Rouen, compuesto por el alguacil y cuatro caballeros; el tribunal conocía de las apelaciones y juzgaba los casos penales.
Otton de Grandson, entonces gobernador de las islas, delegó los poderes civiles en dos alguaciles distintos para Guernesey y Jersey antes de partir a la cruzada hacia Tierra Santa en 1290. Esta puede evaluarse como la fecha de la primera creación de los dos bailíos.

## Organización territorial

Mapa de las divisiones de Guernsey

Guernsey están dividida en diez parroquias, las cuales actúan como distritos de administración civil, los cuales poseen poderes limitados. Cada parroquia está administrada por un Douzaine, compuesto por doce miembros o más, conocidos como Douzeniers. Los Douzeniers son elegidos por un mandato de cuatro años; tres, cuatro o cinco Douzeniers son elegidos por los feligreses en una reunión parroquial cada año. El Douzenier de mayor antigüedad se conoce como Doyen (Decano). Dos Constables electos (Connétables) ejecutan las decisiones del Douzaine y ejercen su cargo durante uno a tres años. El Constable con mayor antigüedad se conoce como Senior Constable y su colega como Junior Constable. Los Douzaines aplican una tasa de ocupación a las propiedades para financiar el funcionamiento de la administración.
Las parroquias de la Iglesia de Inglaterra de Guernsey están bajo la jurisdicción de la Archidiócesis de Canterbury, habiéndose separado del Obispado de Winchester en 2014.  La parroquia más grande es Castel, mientras que la más poblada es St Peter Port.

### Lista de Parroquias
- Lé Casté
- Forest
- Saint Andrew
- Saint Martin
- Saint Peter Port
- Saint Pierre
- Saint Samsaon
- Saint Saviour
- Tortévas
- Lé Vale
- Alderney
- Sark